# Henri-Jacques de Croes
Henri-Jacques de Croes   (Anvers, 19 de setembre de 1705 - Brussel·les, 16 d'agost de 1786) fou un violinista, director i compositor neerlandès de música barroca.
Gran part de la seva vida va treballar a Brussel·les, des 1729 a el servei d'Anselme-François, pertanyent a la Casa de Thurn und Taxis, i a partir de 1744 com a director i primer violí de la capella musical de Carlos Alejandro de Lorena, governador general dels països Baixos austríacs i cunyat de Maria Teresa d'Àustria. L'orquestra d'aquesta capella estava format per 13 instrumentistes i 6 cantants. En morir el succeí en el càrrec Niccolò Mestrino.
Va ser pare d'Henri-Joseph de Croes (Brussel·les, 16 d'agost, 1758 - idem. 6 de gener, 1842) també violinista i compositor, l'única obra coneguda és un conjunt de duos per a violí.

## Obres
La seva obra està influenciada per la música francesa i italiana, en una època en què l'estil barroc es trobava en transició cap a la música galant. Va escriure música de cambra, sonates, simfonies, concerts, 15 misses, 1 Rèquiem i 34 motets entre altres obres.